# Omar Jawo
Omar Jawo, född 8 oktober 1981 i Banjul, är en svensk-gambisk fotbollsspelare (mittback) som spelar för Södertälje FK.

## Karriär
Jawos moderklubb är IK Frej. Han kom till Väsby United inför säsongen 2005 från Vallentuna BK. Det blev fyra säsonger i Väsby innan det blev spel i Gefle IF under två säsonger. Det blev även två säsonger i Syrianska FC innan han gick till AFC United i Division 1 inför säsongen 2013. Den 26 februari 2014 förlängde han sitt kontrakt med klubben över säsongen 2014.
I februari 2016 blev Jawo klar för IF Brommapojkarna.
Inför säsongen 2017 gick Jawo till IFK Aspudden-Tellus. I februari 2018 skrev han på för Södertälje FK.

## Familj
Omar Jawo är bror till Amadou Jawo som bland annat spelat i Djurgårdens IF och IF Elfsborg. Han har 9 syskon; 4 bröder och 5 systrar. Modou Jawo har tidigare spelat i IK Frej. Ebrima "Mabou" Jawo är en artist och uppträder med artistnamnet "BoBo".